# ميغيل ألفريدو بورتيو
ميغيل ألفريدو بورتيو (بالإسبانية: Miguel Portillo)‏ (26 سبتمبر 1982 في الأرجنتين - ) هو لاعب كرة قدم أرجنتيني في مركز الدفاع. لعب مع بوكا جونيورز وبيتار القدس وتشورنومورتس أوديسا ونادي أنجيه ونادي سيرفيت ونادي فادوتس ونادي لوغانو ونادي نوشاتل زاماكس ونادي يانغ بويز وFC Köniz ‏.

## وصلات خارجية
- ميغيل ألفريدو بورتيو على موقع اتحاد أوكرانيا (الإنجليزية)
- ميغيل ألفريدو بورتيو على موقع قاعدة بيانات كرة القدم.إي يو (الإنجليزية)
- ميغيل ألفريدو بورتيو على موقع Soccerway.com (الإنجليزية)
- ميغيل ألفريدو بورتيو على موقع عالم كرة القدم.نت (الإنجليزية)